# Jhurell Pressley
Jhurell Pressley (Newark, 20 maggio 1992) è un ex giocatore di football americano statunitense che ha giocato come runningback.
Dopo aver giocato per la squadra universitaria dei New Mexico Lobos, ha militato in diverse squadre di NFL, AAF e XFL, per poi firmare nel 2022 con i giapponesi IBM Big Blue.